# Nunam
Dans la mythologie inuite, Nunam est la déesse Terre. Dans plusieurs traditions, elle est la femme de Sila. Elle est parfois considérée à l'origine de la création du règne animal.

## Attribution
L'objet transneptunien double (79360) Sila-Nunam a été nommé d'après cette divinité associée à Sila.